# GP-5-gasmasker

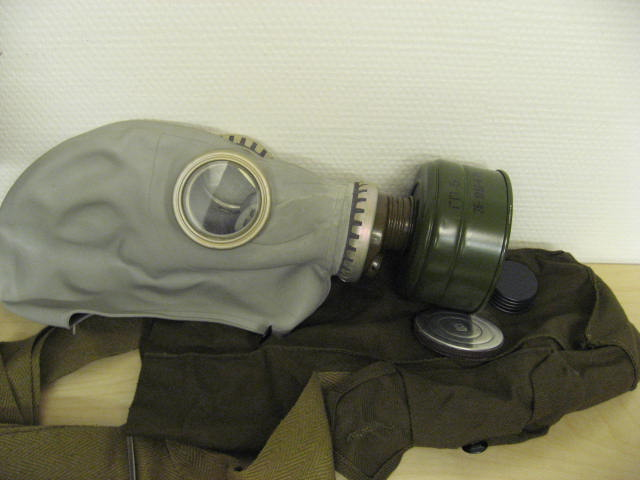
GP-5 gasmasker

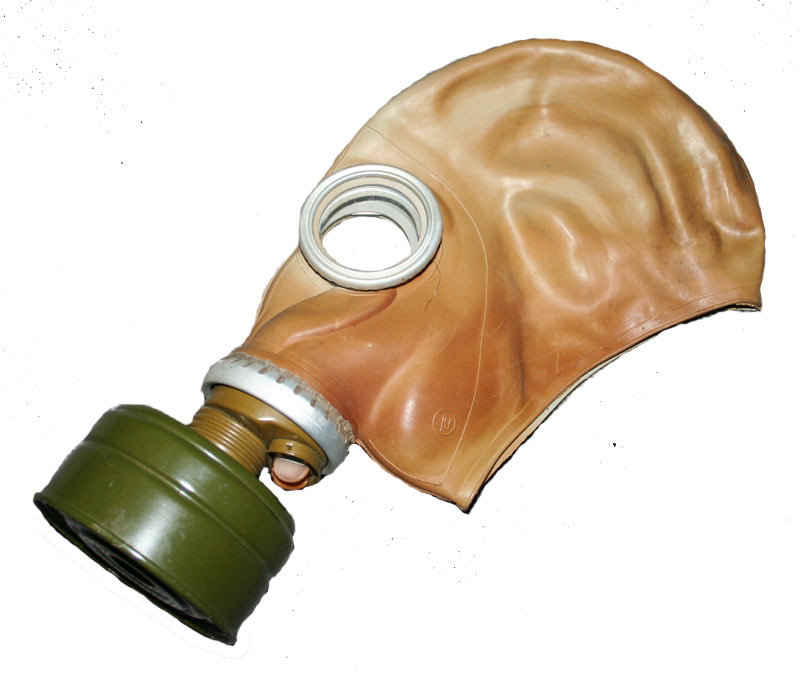
Gasmasker voorheen gebruikt door de NVA in de DDR

Het GP-5-gasmasker is een Sovjet gasmasker dat geproduceerd werd vanaf 1970. Het was een simpel gasmasker met aan de onderkant het in- en uitademventiel, en recht onder het gasmasker het filter. Dit filter was door massaproductie erg goedkoop, en leverde maar een korte bescherming. De originele filter van het gasmasker bevat asbest. Tegenwoordig worden moderne filters gebruikt.